# Bonaventura Presti

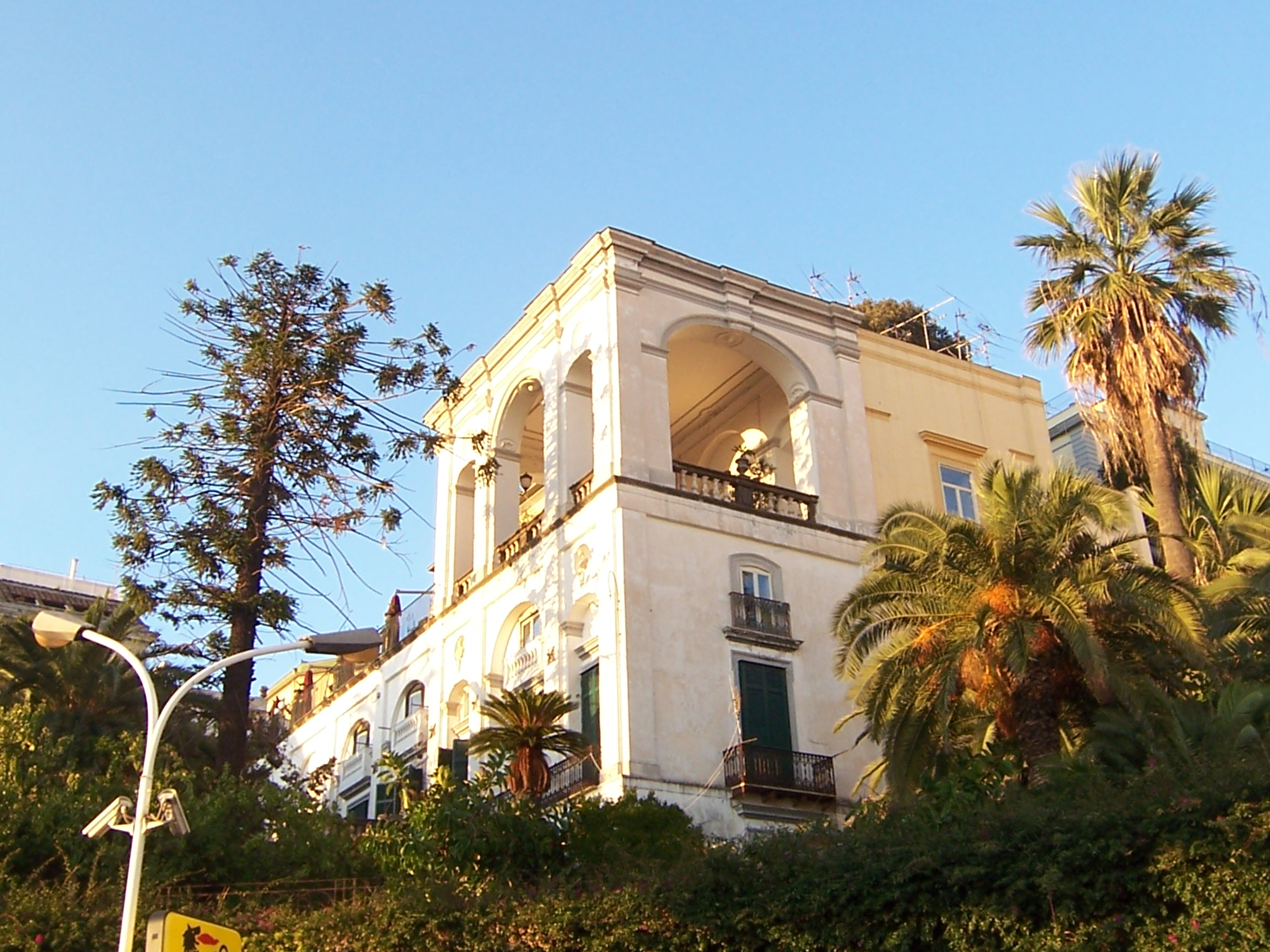
Scorcio di Villa Belvedere, loggiato secentesco del Presti

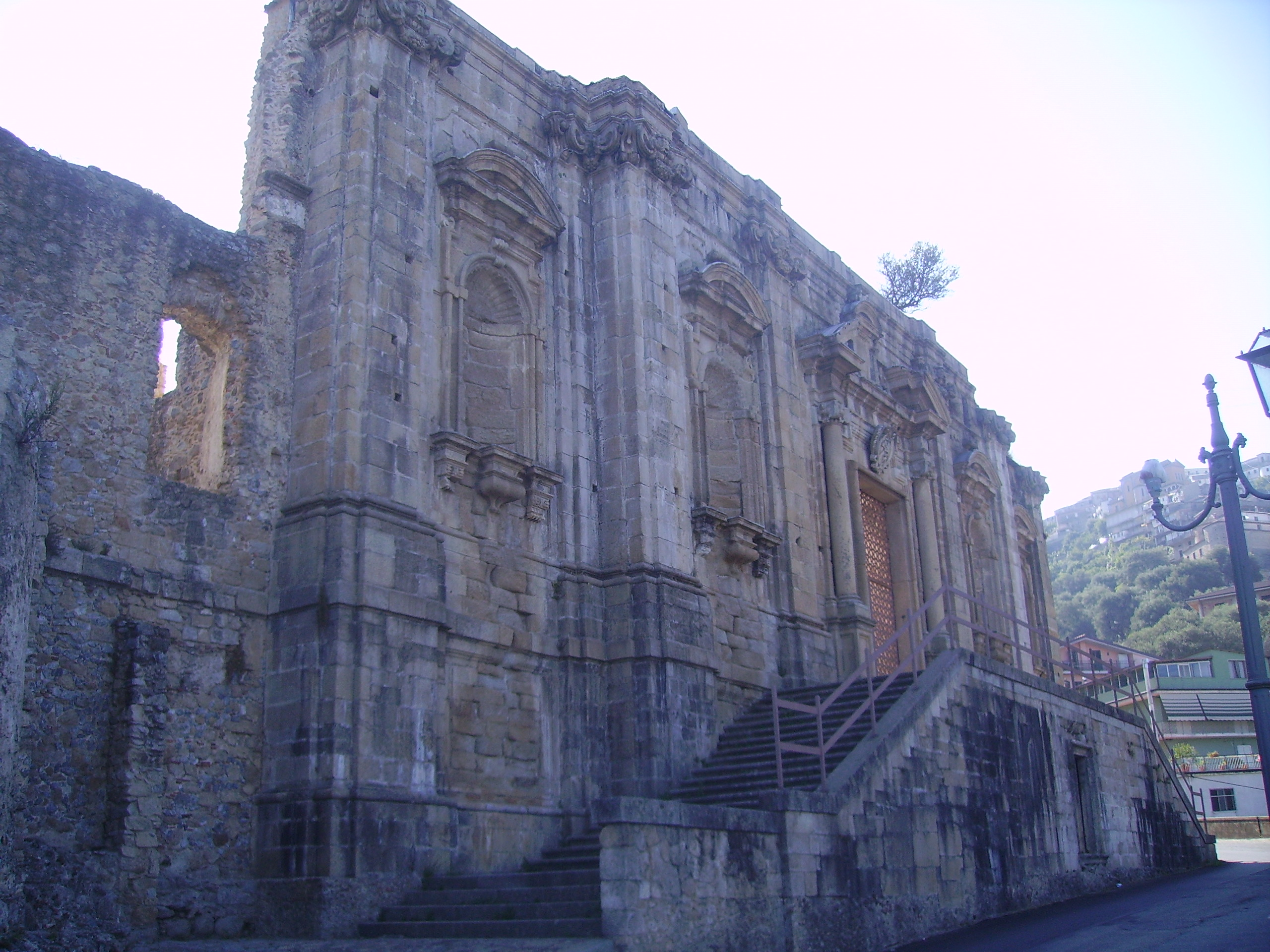
Soriano Calabro: ciò che rimane della facciata della chiesa di San Domenico dopo il terremoto del 1783.

Frate Bonaventura Presti (Bologna, ... – Napoli, 9 settembre 1685) è stato un architetto, ingegnere e falegname italiano, attivo principalmente a Napoli dal 1643 al 1685.

## Biografia
Bolognese di nascita e di formazione, dapprima diviene falegname e opera nel campo della falegnameria e successivamente religioso ed entra nell'ordine dei certosini. Trasferitosi a Napoli per lavoro, inizia una carriera di prolifico architetto e ingegnere. Il repertorio lasciato dal Presti è notevole. 
Nel 1643, il cardinale Ascanio Filomarino commissiona al bolognese il rifacimento del Palazzo Arcivescovile che terminerà solamente nel 1650. Il frate certosino è legato soprattutto al cantiere della Certosa di San Martino, dopo l'estromissione di Cosimo Fanzago avvenuta nel 1656, dove completò il pavimento utilizzando parti di marmo abbozzate dal predecessore. Tre anni dopo progetta a Soriano Calabro, dopo un devastante sisma, il convento di San Domenico che verrà nuovamente distrutto dal Terremoto del 1783. Negli stessi anni a Casoria completa la chiesa di San Mauro. Creazioni di notevole livello scultoreo progettate dall'architetto sono i soffitti lignei delle chiese di San Pietro a Majella e del Carmine (quest'ultimo andato distrutto durante la seconda guerra mondiale e sostituita da una riproduzione moderna), entrambe realizzati sul finire degli anni cinquanta del Seicento. 
La sua opera ingegneristica più importante è la darsena, realizzata tra il 1667 e il 1668. Francesco Milizia nel suo libro  descrive come l'architetto certosino fece e diresse il progetto della darsena, senza alcuna conoscenza di ingegneria; durante lo scavo dell'opera si aprì una sorgente d'acqua sotterranea e il certosino non riuscì nell'impresa, venendo quindi sostituito dall'architetto e ingegnere regio Francesco Antonio Picchiatti, assistito da Donato Antonio Cafaro. Essi trovarono il rimedio di prosciugare lo scavo . 
Dal 1668 lo si vede attivo nella vicina Aversa, nel cantiere della Chiesa della Santissima Annunziata. Nel complesso aversano il Presti elabora diversi progetti: nel 1668 risale il rifacimento della taverna dell'Aquila lungo il fianco orientale della strada regia; al 1677 risale l'intervento di sostituzione del soffitto piano della navata della chiesa con una copertura a botte lunettata la cui praticabilità tecnica destò perplessità ai governatori del pio luogo, i quali chiamarono a consulto il Picchiatti; tra il 1684 e il 1685 progetta la balaustra marmorea che venne realizzata dai marmorari Giuseppe Gallo e Paolo Mozzetti.
Contemporaneamente a Napoli è incaricato a realizzare la Villa Carafa di Belvedere voluta da Ferdinando van den Eynde, I marchese di Castelnuovo e realizzata tra il 1671 e il 1673 e tra il 1673 e il 1685 il certosino è autore del rifacimento della chiesa di San Domenico Soriano e del relativo chiostro che sarà completato molto più tardi dal Picchiatti e da  Nicola Tagliacozzi Canale.